# 新阳镇 (尤溪县)
新阳镇，是中华人民共和国福建省三明市尤溪县下辖的一个乡镇级行政单位。

## 行政区划
新阳镇下辖以下地区：
新兴社区、高士村、中洋村、夏阳村、坎里村、下桥村、文山村、池田村、上井村、林尾村、登山村、宝山村、龙益村、建新村、溪坂村、上地村、龙上村、南芹村、葛竹村、双鲤村、中心村、大坋村、大建村和瓷厂村。

## 中国传统村落
2012年，双鲤村被评为首批“中国传统村落”。